# Las tres luces de Glaurung
Las tres luces de Glaurung es un videojuego arcade de plataformas realizado en 1986 bajo el sello de Erbe Software por los posteriores fundadores de Topo Soft, relanzado en el resto de Europa por Melbourne House como Conquestador para los ordenadores de 8 bits Sinclair ZX Spectrum, MSX y Amstrad CPC 464.

## Historia
El caballero Redhan ha entrado en el castillo para conseguir las Tres Luces de Glaurung, tres joyas con cuyos poderes podrá salir victorioso en su otra batalla para recuperar su tierra Taleria de sus enemigos. Sin embargo, las joyas están escondidas por el castillo, y un ejército de enemigos comandados por el brujo Kulwoor y el dragón Glaurung las protegen. Redhan debe lograr reunir las Tres Luces de Glaurung y escapar del castillo, o perecer en el intento.

## El juego
Controlamos al caballero Redhan. A la hora de atacar a los enemigos disponemos de tres ataques. Podemos realizar un salto alto, un salto largo o lanzar una flecha, siempre que tengamos alguna. El salto alto puede realizarse en vertical o hacia adelante, alcanzando como su nombre indica una gran altura, mientras que el salto largo siempre se realiza avanzando un trecho hacia adelante sin elevarse demasiado del suelo. A lo largo del castillo encontraremos diversos enemigos:
- Arqueros: Lanzaran una flecha en cuanto nos tengan a tiro. Podemos derrotarlos con cualquiera de los tres ataques disponibles.
- Caballeros: Son inmunes a las flechas, por lo que necesitaremos un salto para derrotarlos.
- Lanceros: Si intentamos usar un salto largo mientras nos apuntan con su lanza, nos matarán con ella, debemos usar un salto alto o una flecha para destruirlos, o bien usar el salto largo solo cuando estén de espaldas a nosotros.
- Arañas gigantes: Muestran un comportamiento idéntico a los arqueros, lanzando bolas de fuego cuando nos tengan a tiro. Cualquier ataque servirá.
- Murciélagos: Vuelan por la pantalla ignorándonos pero nos destruirán si nos tocan a mayor altura que nosotros. Con un salto cualquiera podremos destruirlos.
- Brujo Kulwoor/Dragón Glaurung: Aparecen aleatoriamente, normalmente cuando nos quedamos quietos mucho tiempo en la misma pantalla. Si aparecen, nos perseguirán pantalla tras pantalla lanzando bolas de fuego hasta quitarnos una vida. También moriremos si intentamos saltar sobre ellos. Solo podemos destruirlos con una flecha cuando portemos una o más de las joyas, en cualquier otro caso son indestructibles.

El castillo está lleno de cofres, cuyo contenido se decide aleatoriamente en cada partida. Dentro de los cofres podremos encontrar:
- Dinero: Una bolsa de dinero, que depositada en el suelo, elimina a todo enemigo que impacta con ella.
- Vida extra: Una vida más que se sumara a las que nos quede.
- Recarga de flechas: Nuestro carcaj se llenará de nuevo a 6 flechas. Si el carcaj baja a 0, no podremos disparar flechas.
- Poción de invulnerabilidad: Se añadirá a tu inventario y cuando la uses, durante unos segundos los enemigos serán destruidos al tocarte, y sus ataques no te afectarán.
- Poción de invisibilidad: Se añadirá a tu inventario y cuando la uses, los enemigos te ignorarán durante unos segundos, aunque te destruirán si te tocan accidentalmente.
- Enemigo: Un enemigo puede salir del cofre e intentar atacarnos. Si no lo matamos, desaparecerá cuando cambiemos de pantalla o nos quite una vida.
- Transformación en cerdo: Nos convertiremos en un cerdo, y bajo esta forma no podremos lanzar flechas, aunque nuestros saltos quedarán intactos. Pasados unos minutos o cuando perdamos una vida, recuperaremos la forma humana.
- Llave: Hay dos llaves de colores distintos. Cada una de ellas abre una de las dos puertas que hay en la parte derecha del castillo. Una puerta, la que está más arriba, conduce a la salida y no podremos cruzarla hasta que tengamos las tres joyas, terminando el juego entonces. La otra nos conduce a una sala cerrada en la que se esconde uno de los cofres.
- Joya: Es uno de los objetivos fundamentales del juego. Con una de ellas en nuestro poder podremos derrotar a Glaurung y a Kulwoor si les acertamos con una flecha. Con las tres y la llave, podremos escapar del castillo.

## Diferencias entre versiones
Las versiones para Amstrad y MSX fueron realizadas a partir de la versión ZX Spectrum, utilizando por tanto las tres la resolución gráfica del Spectrum sin aprovechar las capacidades gráficas de las máquinas respectivas. Las mayores diferencias entre versiones se encuentran en el apartado sonoro. Aunque la partitura de la música es la misma en las tres versiones, la versión Spectrum tiene su propia programación musical, mientras que la música de la versión MSX está basada en la versión Amstrad CPC. Los efectos sonoros son diferentes en cada versión.

## Autores
Versiones Amstrad CPC y Spectrum
- Emilio Martínez Tejedor
- José Manuel Muñoz Pérez
- Javier Cano Ciruelas

Conversión a MSX:
- José Manuel Garde
- Carlos Arias Alonso